# 재커리 나이턴
재커리 나이턴(Zachary Knighton, 1978년 10월 25일 ~ )은 미국의 배우이다.

## 출연 작품
- 리틀 비치스 (2018)
- 빅 베어 (2017)
- 더 빅 스푼 (2016)
- 컴 앤 파인드 미 (2016)
- 더 러브 인사이드 (2015)
- 위어드 로너스 (2015)
- 애쉬비 (2015)
- 빌리브 미 (2014)
- 테디 베어스 (2013)
- 새틀라이트 오브 러브 (2012)
- 헬로우, 서퍼 (2008)
- 힛쳐 (2007)
- 내 남자친구는 왕자님 (2004)
- 머지 보이 (2003)
- 새로운 인생 (2002)
- 샐리 헤밍즈 어메리컨 스캔들 (2000)

### 텔레비전
- Up Close with Carrie Keagan (2007) - 본인
- 플래시포워드 (2009-10)
- 해피 엔딩 (2011-13)